# Преболд (община)
Община Преболд (словен. Občina Prebold) — одна з общин Словенії. Адміністративним центром є місто Преболд.

## Населення
У 2011 році в общині проживало 5041 осіб, 2485 чоловіків і 2556 жінок. Чисельність економічно активного населення (за місцем проживання), 2084 осіб. Середня щомісячна чиста заробітна плата одного працівника (EUR), 837,41 (в середньому по Словенії 987.39). Приблизно кожен другий житель у громаді має автомобіль (53 автомобілі на 100 жителів). Середній вік жителів склав 41,9 роки (в середньому по Словенії 41.8). 